# くし型関数

周期 T のくし型関数。

くし型関数（くしがたかんすう、英: comb function）は、デルタ関数を一定の間隔で並べた超関数。
{\displaystyle \operatorname {comb} _{T}(x)=\sum _{n=-\infty }^{\infty }\delta (x-nT).}
ここで T は周期、δ はデルタ関数である。
様々な呼称があり、キリル文字の “Ш" の形に似ているためシャー関数 (shah function)、あるいは関数の性質から周期的デルタ関数とも呼ばれる。
くし型関数を通常の関数と見た場合、デルタ関数と同様、以下のように振る舞う。
{\displaystyle \operatorname {comb} _{T}(x)={\begin{cases}\infty &(x=nT)\\0&(x\neq nT)\end{cases}}.}
連続関数との積を取ることにより、一定間隔で離散化（サンプリング）した数値列を得ることができるわけではない（クロネッカーのデルタ関数と混同しないこと）。
連続関数と積を取った後、積分を行うことで、積分を一定間隔値の無限和に変換する性質を持つ。サンプラーのモデルとしても扱われる。

## 特徴
くし型関数のフーリエ変換はくし型関数になる。
{\displaystyle {\mathcal {F}}(\delta _{T})={\frac {\sqrt {2\pi }}{T}}\operatorname {comb} _{\frac {2\pi }{T}}(\omega )}
ただしフーリエ変換すると周期が T から 2π/T になる。
なお当然のことながら、積分を使わない離散フーリエ変換をくし型関数に定義することはできない。
以下のポアソン和公式が成り立つ：
{\displaystyle {\frac {1}{T}}\operatorname {comb} \left({\frac {x}{T}}\right)=\sum _{n=-\infty }^{\infty }\delta (x-nT)={\frac {1}{T}}\sum _{m=-\infty }^{\infty }\exp \left({\frac {2\pi imx}{T}}\right)}